# Johann Mieritz

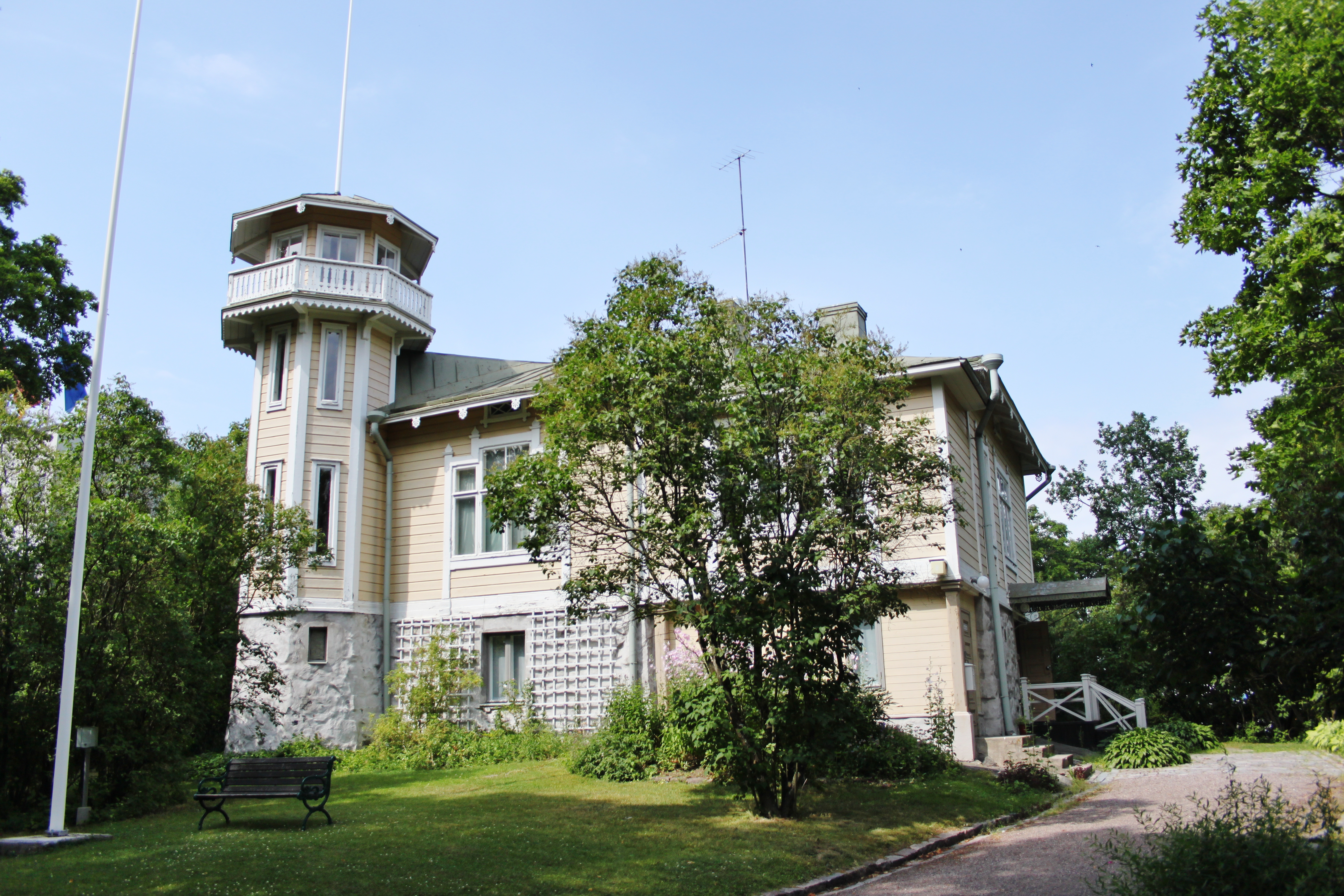
Cygnaei galleri.

Johann Wilhelm Friedrich Mieritz, född 22 april 1835 i Altstrelitz, Mecklenburg, död 16 april 1883 i Helsingfors, var en tysk-finländsk arkitekt. Han var troligen far till Frithiof Mieritz.
Efter studier vid ett nordtyskt byggnadsinstitut 1857–1860 tjänstgjorde Mieritz i Danmark, Tyskland och Ryssland. Han var verksam i Vasa 1863–1865 och därefter i Helsingfors, där han ritade en rad trävillor. De mest kända är fyra villor i Brunnsparken, av vilka den äldsta, Villa Väderbacka (1869), vilken uppfördes åt Fredrik Cygnæus, numera inrymmer museet Cygnaei galleri.